# 1956년 일본 시리즈
1956년 일본 시리즈(일본어: 1956年の日本シリーズ)는 1956년 10월 10일부터 10월 17일까지 열린 일본 프로 야구의 일본 시리즈 경기이다. 퍼시픽 리그 우승 팀인 니시테쓰 라이온스가 총 6차례의 접전을 펼친 끝에 센트럴 리그 우승 팀 요미우리 자이언츠를 누르고 4승 2패의 성적을 기록, 창단 이후 첫 우승을 차지했다.

## 개요
일본 시리즈 앞두고 미즈하라 시게루 감독과 미하라 오사무 감독은 출신이 가가와현이라는 동향인 것과 중등학교(현 고등학교), 대학, 프로 야구에서 오랫동안 서로 라이벌 관계였다는 이유로 언론에서는 ‘마술사’ 미하라와 ‘승부사’ 미즈하라 두 사람과의 대결은 검술가 미야모토 무사시와 사사키 고지로를 빗댄 ‘간류 섬의 대결’(巌流島の決闘)이라고 표현했다.

## 감독
| 소속 리그   | 소속              | 감독              |
| ----------- | ----------------- | ----------------- |
| 센트럴 리그 | 요미우리 자이언츠 | 미즈하라 노부시게 |
| 퍼시픽 리그 | 니시테쓰 라이온스 | 미하라 오사무     |

## 경기 일정
- 1차전 : 10월 10일
- 2차전 : 10월 11일
- 3차전 : 10월 13일
- 4차전 : 10월 14일
- 5차전 : 10월 15일
- 6차전 : 10월 17일

## 경기 기록
| 일시                             | 경기   | 원정팀(선공)      | 스코어 | 홈팀(후공)        | 개최 구장       | 개시 시각 | 경기 시간  | 관중수   |
| -------------------------------- | ------ | ----------------- | ------ | ----------------- | --------------- | --------- | ---------- | -------- |
| 10월 10일(수)                    | 1차전  | 니시테쓰 라이온스 | 0 - 4  | 요미우리 자이언츠 | 고라쿠엔 구장   | 14시 04분 | 2시간 7분  | 24,632명 |
| 10월 11일(목)                    | 2차전  | 니시테쓰 라이온스 | 6 - 3  | 요미우리 자이언츠 | 고라쿠엔 구장   | 14시 05분 | 2시간 18분 | 19,108명 |
| 10월 12일(금)                    | 이동일 | 이동일            | 이동일 | 이동일            | 이동일          | 이동일    | 이동일     | 이동일   |
| 10월 13일(토)                    | 3차전  | 요미우리 자이언츠 | 4 - 5  | 니시테쓰 라이온스 | 헤이와다이 구장 | 14시 02분 | 2시간 41분 | 23,528명 |
| 10월 14일(일)                    | 4차전  | 요미우리 자이언츠 | 0 - 4  | 니시테쓰 라이온스 | 헤이와다이 구장 | 14시 00분 | 1시간 55분 | 24,459명 |
| 10월 15일(월)                    | 5차전  | 요미우리 자이언츠 | 12 - 7 | 니시테쓰 라이온스 | 헤이와다이 구장 | 14시 00분 | 3시간 16분 | 19,042명 |
| 10월 16일(화)                    | 이동일 | 이동일            | 이동일 | 이동일            | 이동일          | 이동일    | 이동일     | 이동일   |
| 10월 17일(수)                    | 6차전  | 니시테쓰 라이온스 | 5 - 1  | 요미우리 자이언츠 | 고라쿠엔 구장   | 14시 00분 | 2시간 13분 | 27,994명 |
| 우승: 니시테쓰 라이온스(첫 우승) |        |                   |        |                   |                 |           |            |          |

## 일본 시리즈 경기 결과

### 1차전
- 10월 10일 - 고라쿠엔 구장

| 팀                                                            | 1 | 2 | 3 | 4 | 5 | 6 | 7 | 8 | 9 | R | H  | E |
| 니시테쓰                                                      | 0 | 0 | 0 | 0 | 0 | 0 | 0 | 0 | 0 | 0 | 4  | 0 |
| 요미우리                                                      | 2 | 2 | 0 | 0 | 0 | 0 | 0 | 0 | X | 4 | 10 | 0 |
| 승리 투수: 오토모 다쿠미(1-0) 패전 투수: 가와사키 도쿠지(0-1) |   |   |   |   |   |   |   |   |   |   |    |   |

### 2차전
- 10월 11일 - 고라쿠엔 구장

| 팀 | 1 | 2 | 3 | 4 | 5 | 6 | 7 | 8 | 9 | R | H  | E |
| 니시테쓰 | 0 | 0 | 0 | 3 | 0 | 2 | 0 | 1 | 0 | 6 | 12 | 0 |
| 요미우리 | 1 | 0 | 0 | 0 | 1 | 1 | 0 | 0 | 0 | 3 | 8  | 1 |
| 승리 투수: 시마바라 유키오(1-0) 패전 투수: 벳쇼 다케히코(0-1) 홈런: 니시테쓰 – 세키구치 세이지(4회 2점), 나카니시 후토시(8회 1점) 요미우리 – 벳쇼 다케히코(5회 1점), 가와카미 데쓰하루(6회 1점) |   |   |   |   |   |   |   |   |   |   |    |   |

### 3차전
- 10월 13일 - 헤이와다이 야구장

| 팀 | 1 | 2 | 3 | 4 | 5 | 6 | 7 | 8 | 9 | R | H | E |
| 요미우리 | 0 | 4 | 0 | 0 | 0 | 0 | 0 | 0 | 0 | 4 | 5 | 2 |
| 니시테쓰 | 0 | 0 | 0 | 0 | 0 | 1 | 0 | 4 | X | 5 | 9 | 0 |
| 승리 투수: 이나오 가즈히사(1-0) 패전 투수: 벳쇼 다케히코(0-2) 홈런: 요미우리 – 히로오카 다쓰로(2회 3점) 니시테쓰 – 도요다 야스미쓰(8회 2점) |   |   |   |   |   |   |   |   |   |   |   |   |

### 4차전
- 10월 14일 - 헤이와다이 야구장

| 팀 | 1 | 2 | 3 | 4 | 5 | 6 | 7 | 8 | 9 | R | H | E |
| 요미우리                                                                                                | 0 | 0 | 0 | 0 | 0 | 0 | 0 | 0 | 0 | 0 | 5 | 0 |
| 니시테쓰                                                                                                | 0 | 0 | 0 | 0 | 2 | 0 | 0 | 2 | X | 4 | 8 | 1 |
| 승리 투수: 이나오 가즈히사(2-0) 패전 투수: 오토모 다쿠미(1-1) 홈런: 니시테쓰 – 나카니시 후토시(8회 2점) |   |   |   |   |   |   |   |   |   |   |   |   |

### 5차전
- 10월 15일 - 헤이와다이 야구장

| 팀 | 1 | 2 | 3 | 4 | 5 | 6 | 7 | 8 | 9 | R  | H  | E |
| 요미우리 | 0 | 0 | 0 | 0 | 5 | 0 | 0 | 5 | 2 | 12 | 15 | 2 |
| 니시테쓰 | 0 | 1 | 1 | 0 | 0 | 3 | 2 | 0 | 0 | 7  | 15 | 1 |
| 승리 투수: 요시하라 다케토시(1-0) 패전 투수: 니시무라 사다아키(0-1) 홈런: 니시테쓰 – 세키구치 세이지(2회 1점, 6회 1점) |   |   |   |   |   |   |   |   |   |    |    |   |

### 6차전
- 10월 17일 - 고라쿠엔 구장

| 팀 | 1 | 2 | 3 | 4 | 5 | 6 | 7 | 8 | 9 | R | H  | E |
| 니시테쓰 | 4 | 0 | 1 | 0 | 0 | 0 | 0 | 0 | 0 | 5 | 12 | 0 |
| 요미우리 | 0 | 0 | 0 | 0 | 0 | 1 | 0 | 0 | 0 | 1 | 4  | 0 |
| 승리 투수: 이나오 가즈히사(3-0) 패전 투수: 벳쇼 다케히코(0-3) 홈런: 니시테쓰 – 세키구치 세이지(3회 1점) 요미우리 – 이와모토 다카시(6회 1점) |   |   |   |   |   |   |   |   |   |   |    |   |

## 수상 선수
- MVP : 도요다 야스미쓰(니시테쓰)
- 수위 타자상 : 도요다 야스미쓰(니시테쓰)
- 최우수 투수상 : 이나오 가즈히사(니시테쓰) ※전체 6경기를 모두 등판하는 기록을 세움
- 기능상 : 세키구치 세이지(니시테쓰) ※4개 홈런은 일본 시리즈 타이 기록
- 감투상 : 이나오 가즈히사(니시테쓰) ※감투상이 제정된 1953년 이후, 유일하게 일본 시리즈 우승한 팀에게 선정됨

## 같이 보기
- 1956년 월드 시리즈